# Отважная (станица)
Отва́жная (адыг. Окъуарт) — станица в Лабинском районе Краснодарского края. Административный центр Отважненского сельского поселения.

## География
Станица находится на расстоянии 50 км к юго-востоку от города Лабинск, административного центра района.

## История
Станица основана в 1859 году. Входила в Лабинский отдел Кубанской области.

## Население
| 2002 | 2010 |
| ---- | ---- |
| 580  | ↘506 |

## Улицы
| - ул. Ворошилова, - ул. Кооперативная, - ул. Котовского, - ул. Ленина, - ул. Лесная, - ул. Луговая, - ул. Международная, | - ул. Октябрьская, - ул. Партизанская, - ул. Степная, - ул. Фрунзе, - ул. Шевченко, - ул. Школьная. |

## Инфраструктура
В станице действует средняя школа № 18.